# Крерар, Томас
То́мас Алекса́ндер Крерар, PC CC (англ. Thomas Alexander Crerar; 17 июня 1876 года, Моулсворт — 11 апреля 1975 года, Виктория) — канадский политик, занимавший ряд министерских постов в правительстве. Лидер Прогрессивной партии Канады (1920—1922), позже присоединился к Либеральной партии Канады. В 2004 году признан лицом национального исторического значения Канады.

## Биография
Томас Крерар родился в Моулсворте (ныне — район муниципалитета Гурон-Ист, Онтарио). В юности переехал в Манитобу.
Получил известность как политик в 1910-х годах, когда был лидером Ассоциации производителей зерна Альберты. 12 октября 1917 года занял пост министра сельского хозяйства в юнионистском правительстве Роберта Бордена. Хотя он не имел опыта работы в качестве выборного должностного лица, он был назначен министром сельского хозяйства. На федеральных выборах, прошедших в декабре того же года, был избран депутатом Палаты общин от округа Маркетт. 6 июня 1919 года Крерар оставил министерский пост в знак протеста против высоких таможенных пошлин, введённых юнионистским правительством на иностранные, в частности американские, товары. Как защитник интересов сельскохозяйственных кругов Западной Канады, он был убеждённым сторонником свободной торговли с США, которая, по его мнению, способствовала бы росту благополучия западноканадских фермеров.
В 1920 году Крерар, вышедший из Юнионистской партии, создал на базе движения «Объединённые фермеры Канады» собственную партию, получившую название Прогрессивной. Возглавлял в ней умеренное крыло в противовес стороннику классового подхода Генри У. Вуду. На федеральных выборах 1921 года Прогрессивная партия одержала впечатляющую победу в Западной Канаде. На общенациональном уровне она также показала достаточно неплохой результат, получив 65 из 235 мест в Палате общин. Однако уже в 1922 году Крерар был вынужден уйти в отставку с поста лидера партии из-за внутрипартийных разногласий. После этого партия быстро пришла в упадок, а в 1930 году была окончательно распущена. Крерар, переизбранный в 1921 году в своём округе Маркетт, оставался членом парламента вплоть до следующих выборов 1925 года, на которых не баллотировался. После этого он ушёл из политики
В 1929 году Крерар вернулся в политику, войдя в правительство либерала Уильяма Лайона Маккензи Кинга в качестве министра железных дорог и каналов. На момент назначения он, как и при первом своём назначении министром, не был членом Палаты общин — лишь в феврале 1930 года он выиграл довыборы в округе Брендон и стал депутатом. Однако уже в июле 1930 года состоялись очередные федеральные выборы, на которых он потерпел поражение в своём округе. Проиграла выборы и Либеральная партия Кинга, ушедшая в оппозицию.
На федеральных выборах 1935 года Либеральная партия вновь одержала победу, а Крерар был избран в Палату общин как депутат от округа Черчилл в северной Манитобе. Он вновь вошёл в правительство Кинга, с 23 октября 1935 по 30 ноября, 1936 занимая посты министра иммиграции и колонизации, министра шахт, министра внутренних дел и Генерального суперинтенданта по делам индейцев Канады. 1 декабря 1936 года все посты, которые занимал Крерар, были объединены в единый пост министра шахт и ресурсов, на котором она оставался до 17 апреля 1945 года.
18 апреля 1945 года Крерар был назначен в Сенат Канады, где работал до своей отставки 31 мая 1966 года. В 1973 году ему была присвоена степень компаньона Ордена Канады.
Томас Крерар умер 11 апреля 1975 года в городе Виктория, Британская Колумбия